# Partit Socialista Guaianès
El Partit Socialista Guaianès (PSG) és un partit polític de la Guaiana Francesa fundat el 1956 per Justin Catayée, antic membre de la SFIO com a forma de protesta per la departamentalització de la Guaiana Francesa i que reclamava autonomia per a la Guaiana. Elie Castor fou secretari general fins al 2003, quan fou substituït per Karam. Rodolphe Alexandre, veterà militant del PSG, el 2008 fou elegit alcalde de Caiena. No es tracta de la secció guaianesa del Partit Socialista, encara que ideològicament en són propers. Una de les principals diferències és la qüestió de la immigració, que Antoine Karam va ser un ferm suport de les polítiques Baroin i de Nicolas Sarkozy (UMP).

## Resultats electorals

### Eleccions legislatives
| Any  | 1a volta       | 1a volta       | 1a volta | Escons | Diputats          | Grup |
| Any  | Vots           | %              | Pos.     | Escons | Diputats          | Grup |
| ---- | -------------- | -------------- | -------- | ------ | ----------------- | ---- |
| 1958 | 3.485          | 42,76          | 1r       | 1 / 1  | Justin Catayée    |      |
| 1962 | 4.216          | 49,55          | 1r       | 1 / 1  | Léopold Héder     |      |
| 2007 | 4.782          | 20,85          | 2n       | 1 / 2  | Chantal Berthelot |      |
| 2012 | 4.479          | 20,13          | 1r       | 1 / 2  | Gabriel Serville¹ | GDR  |
| 2017 | 3.595          | 16,38          | 2n       | 1 / 2  | Gabriel Serville¹ | GDR  |
| 2022 | Coalició PSG-W | Coalició PSG-W | 8è       | 0 / 2  |                   |      |

¹ Gabriel Serville va deixar el PSG el 30 de setembre de 2017.

### Eleccions regionals i territorials
| Any  | 1a volta    | 1a volta    | 1a volta | Escons  | Resultat |
| Any  | Vots        | %           | Pos.     | Escons  | Resultat |
| ---- | ----------- | ----------- | -------- | ------- | -------- |
| 1986 |             | 42,12       | 1r       | 15 / 31 | Majoria  |
| 1992 |             | 39,55       | 1r       | 16 / 31 | Majoria  |
| 1998 | 5.486       | 28,28       | 1r       | 11 / 31 | Majoria  |
| 2004 | 5.936       | 22,45       | 2n       | 17 / 31 | Majoria  |
| 2010 | 1.845       | 6,14        | 3r       | 1 / 31  | Oposició |
| 2015 | 3.067       | 8,49        | 3r       | 0 / 51  | Oposició |
| 2021 | En coalició | En coalició | 3r       | 1 / 55  | Majoria  |